# Matidia paranga
Matidia paranga är en spindelart som först beskrevs av Alberto Barrion och James A. Litsinger 1995.  Matidia paranga ingår i släktet Matidia och familjen säckspindlar.
Artens utbredningsområde är Filippinerna. Inga underarter finns listade i Catalogue of Life.